# Diocesi di San Severo

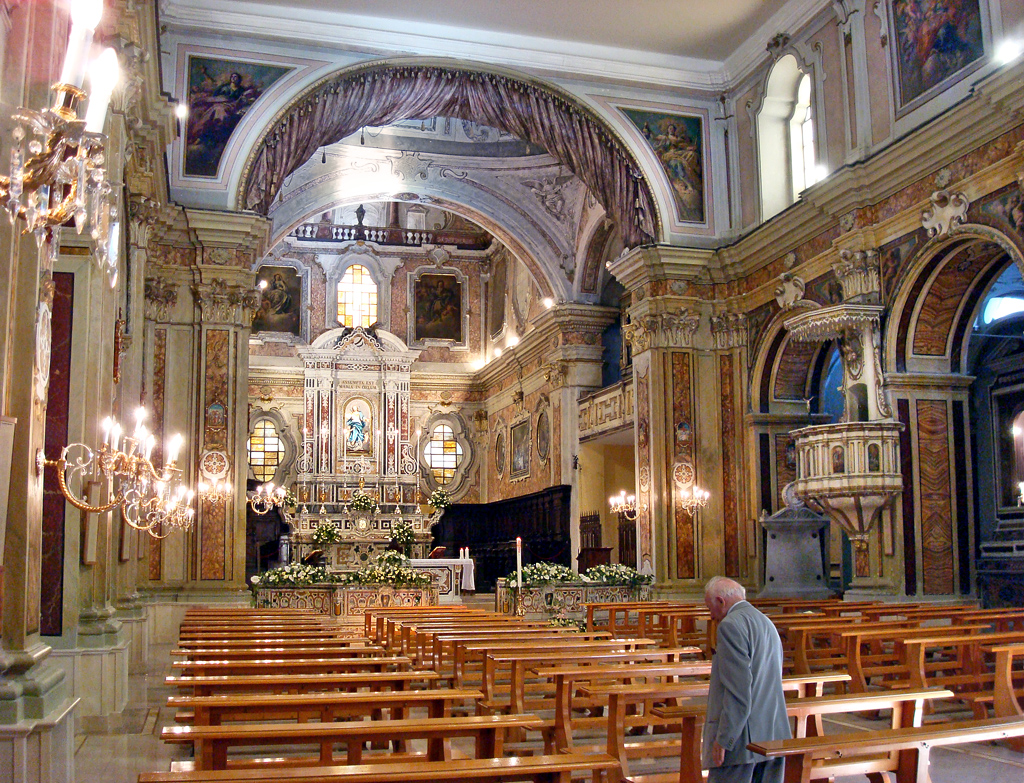
L'interno della cattedrale.

La diocesi di San Severo (in latino Dioecesis Sancti Severi o Severopolitana) è una sede della Chiesa cattolica in Italia suffraganea dell'arcidiocesi di Foggia-Bovino appartenente alla regione ecclesiastica Puglia. Nel 2023 contava 103.500 battezzati su 115.400 abitanti. È retta dal vescovo Giuseppe Mengoli.

## Santi patroni
Patroni egualmente principali (aeque principales) della città e diocesi di San Severo sono:
- la Beata Vergine Maria del Soccorso, eletta con decreto della Congregazione dei Riti del 10 settembre 1857;[1]
- san Severino abate, patrono precipuo ab initio, venerato come secondario nel corso dell'Ottocento e confermato principale con decreto della stessa Congregazione l'8 aprile 1908;
- e san Severo vescovo, venerato dal XVIII secolo, ma non costituito canonicamente.

Nella liturgia le loro feste si celebrano rispettivamente l'8 maggio, l'8 gennaio e il 25 settembre; i solenni festeggiamenti patronali, unitari, si svolgono tra la terza e la quarta settimana di maggio.

## Territorio
Il territorio diocesano si estende per 1.270 km², e coincide con la città di San Severo e nove dei comuni più settentrionali della provincia di Foggia: Apricena, Chieuti, Lesina, Poggio Imperiale, Rignano Garganico, San Nicandro Garganico, San Paolo di Civitate, Serracapriola e Torremaggiore.
Sede vescovile è la città di San Severo, dove si trova la cattedrale di Santa Maria Assunta.
Divisa in 3 vicarie, la diocesi conta 35 parrocchie:
- Vicaria urbana (14 parrocchie): San Severo (Cattedrale, San Severino, San Giovanni Battista, San Nicola, Croce Santa, Maria Santissima delle Grazie, Maria Santissima della Libera e San Sebastiano, Cristo Re, San Bernardino, Immacolata Concezione, Madonna della Divina Provvidenza, Sacro Cuore, San Giuseppe Artigiano, Sacra Famiglia);
- Vicaria nord-ovest (10 parrocchie): Chieuti (San Giorgio, Stella Maris), Serracapriola (Santa Maria in Silvis e San Mercurio), San Paolo di Civitate (San Giovanni Battista, Sant'Antonio da Padova), Torremaggiore (San Nicola, Santa Maria della Strada, Maria Santissima della Fontana, Gesù Divino Lavoratore, Spirito Santo);
- Vicaria nord-est (11 parrocchie): Apricena (Santi Martino e Lucia, Santo Rosario, Sacra Famiglia), Lesina (Santissima Annunziata, Stella Maris), Poggio Imperiale (San Placido), Rignano Garganico (Santa Maria Assunta), San Nicandro Garganico (Santa Maria del Borgo, Maria Santissima del Carmine, San Biagio, Maria Santissima delle Grazie).

## La cattedrale e il capitolo
La cattedrale, dedicata a santa Maria Assunta, è una chiesa del XII secolo più volte ampliata e ristrutturata, in prossimità della quale sorgono l'austero episcopio fondato nel 1668, che unisce due corpi di fabbrica, l'uno ottocentesco e l'altro sei-settecentesco, e il secentesco palazzo del seminario, fondato da Carlo Felice de Matta nel 1678.
Alla sua fondazione, il capitolo della cattedrale contava tre dignità (arcidiacono, arciprete e primicerio), dodici canonici e due benefici minori, portati a quattro nel 1585 dal vescovo Germanico Malaspina. Nel 1729 Adeodato Summantico aggiunse cinque mansionari (o cappellani), cui s'aggiunse un sesto nel 1859 e altri due nel 1878. Nel 1855 si istituì un ulteriore canonicato, soppresso nel 1867 per effetto di una legge che riduceva il capitolo a dodici canonici, comprese le dignità, secondo i titoli: Arcidiacono, Arciprete, Primicerio, San Giacomo Maggiore, San Giacomo Minore, San Giuda Taddeo, San Paolo, San Filippo, San Bartolomeo, Sant'Andrea, San Matteo e San Giovanni. A questi s'aggiungevano i canonici abati o cappellani minori, secondo i benefici intitolati: Canonico Diacono, San Girolamo, Sant'Ambrogio, Sant'Agostino e San Gregorio Magno, risultando soppressi quelli di San Pietro e San Tommaso.
Fino al 1729 il capitolo ebbe per insegne dei dignitari e dei canonici le sole almuzie sulla cotta, di merinos violetto con pelliccia bianca per l'inverno e di seta cremisi per l'estate; i beneficiati usavano l'almuzia di seta bianca con pelliccia cinerina. Nel 1729 i canonici ottennero rocchetto, cappamagna allungata e le insegne del capitolo di Nazareth e di San Giovanni Maggiore a Napoli, consistenti in mozzetta vescovile con cappuccio di velluto di seta rossa, orlata di pelliccia bianca per l'inverno, e papalina di raso rosso; nei giorni feriali i canonici indossavano la mozzetta semplice di castorino violaceo o di seta cremisi, a seconda delle stagioni. Nel 1823 si ottennero le insegne minori extracorali, cioè fascia violacea con fiocchi al cappello e calze e collarino dello stesso colore. Nel 1853 Pio IX concesse ai canonici le insegne prelatizie e il privilegio dei pontificali ad instar abbatum. Nel 1867 si aggiunse l'uso dello zucchetto nero nei pontificali, mentre i cappellani o mansionari ottennero la mozzetta blu sul rocchetto. Dalle restrizioni d'uso delle insegne capitolari generalmente imposte da Pio X col motu proprio del 21 febbraio 1905 i capitolari severopolitani furono esonerati con particolare concessione dell'11 luglio 1907.

## Storia

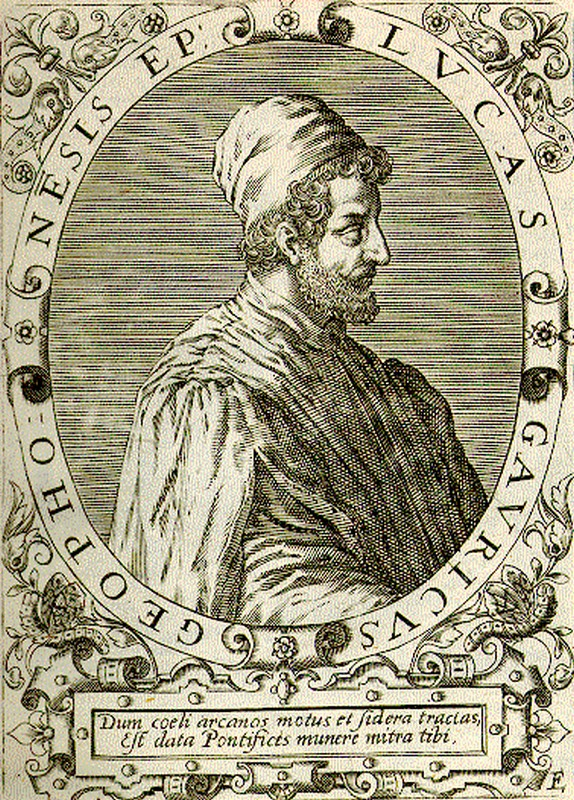
Luca Gaurico, vescovo di Civitate dal 1545 al 1550.

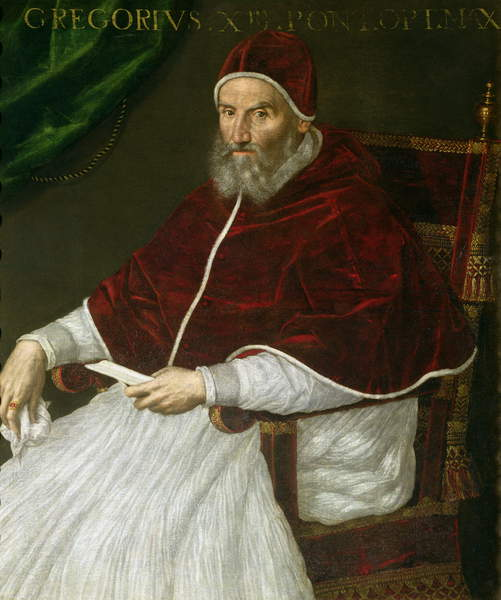
Gregorio XIII, il papa che istituì la diocesi di San Severo.

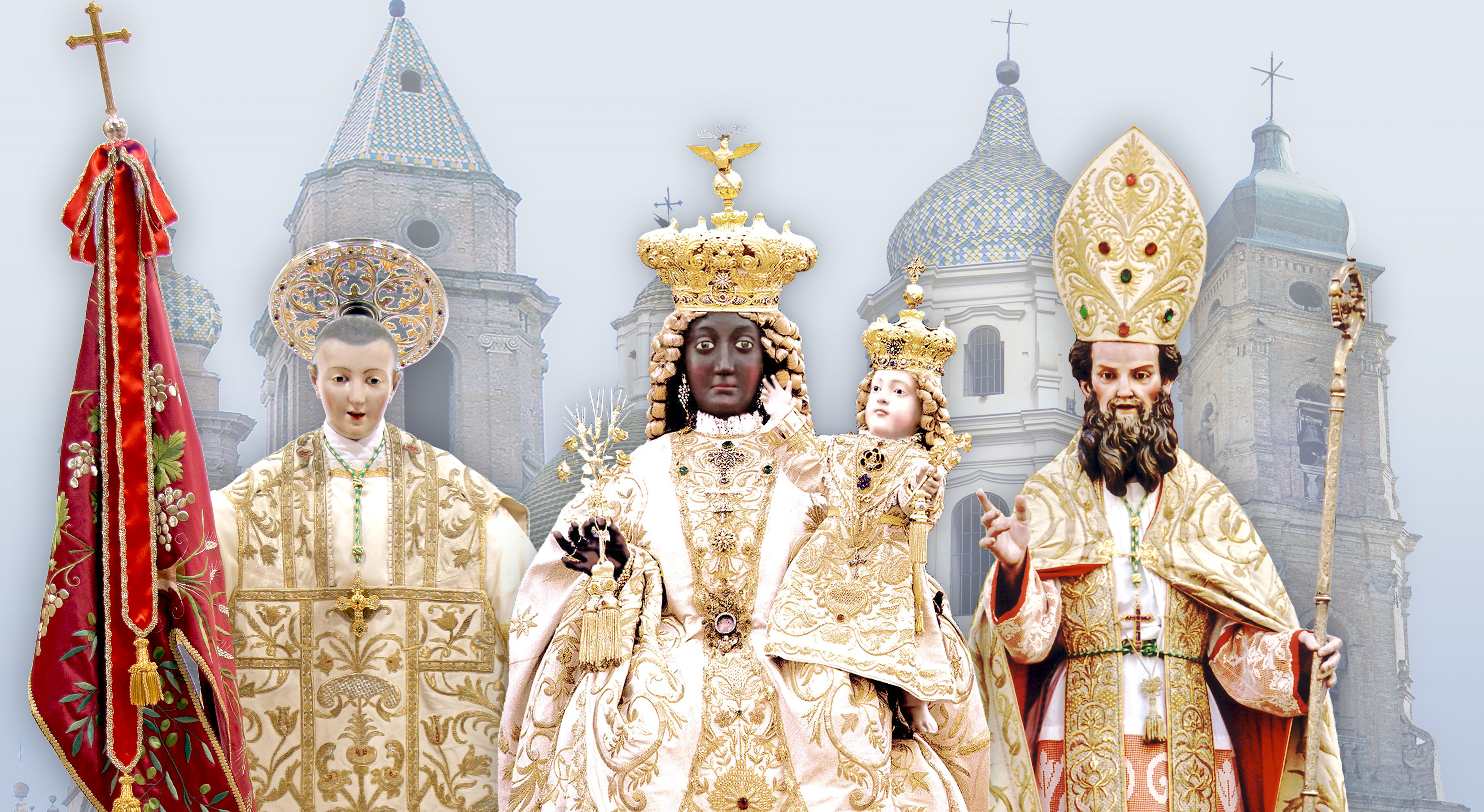
I santi patroni della diocesi di San Severo: Severino, la Beata Vergine Maria del Soccorso e Severo di Napoli.

La diocesi di San Severo trae origine dalla medievale diocesi di Civitate, la cui sede venne trasferita a San Severo nel 1580.

### La diocesi di Civitate
In seguito alla riconquista bizantina della Capitanata, il catapano Basilio Boioannes aveva costituito attorno al 1018 una linea fortificata a sostegno delle difese settentrionali dei possedimenti bizantini in Puglia. Questa linea era costituita dalle città di Troia, Dragonara, Civitate e Castel Fiorentino, ognuna dotata anche di una sede episcopale.
La diocesi di Civitate è enumerata tra le diocesi suffraganee di Benevento in una bolla di papa Stefano IX del gennaio 1058. Il primo vescovo documentato è Amalgerio, attestato già in un diploma del 1057; nel mese di giugno del 1061 partecipò al sinodo indetto dal metropolita Ulderico di Benevento, e nel 1065 è destinatario di una bolla di papa Alessandro II. Suo probabile successore fu Rogerio, che prese parte al sinodo lateranense del 1068, partecipò alla consacrazione della basilica di Montecassino nel 1071 ed è menzionato in un placito del metropolita Milone del 1075. Per l'XI secolo è noto ancora il vescovo Landolfo, che nel 1089 fu tra i partecipanti del terzo concilio di Melfi.
Con gli inizi del XV secolo la diocesi entrò in crisi. Dal 1412 al 1439 il suo governo fu affidato ad amministratori apostolici, finché papa Eugenio IV non decise l'unione della diocesi di Civitate con quella di Lucera; l'unione tuttavia durò fino al 1471, quando Civitate tornò ad avere un vescovo proprio. Risale a questo periodo una bolla di papa Callisto III del 1445, in pessime condizioni di conservazione, dove si accenna ad un "vescovo di San Severo"; secondo Pasquale Corsi, questa presenza "enigmatica" potrebbe inserirsi in un contesto «che vedeva in contrapposizione il disegno espansionistico di Lucera e la volontà di autonomia di San Severo, che era la città più importante all'interno della diocesi di Civitate. L'apparizione di un vescovo a San Severo, nel pieno di questo braccio di ferro, si spiegherebbe nel quadro di alternanze, più o meno prolungate, di pressioni in un senso o nell'altro, magari anche approfittando dei disordini conseguenti al Grande Scisma e della creazione occasionale di gerarchie parallele.»
Tra i vescovi di Civitate si possono ricordare Luca Gaurico (1545-1550), noto astronomo, e il cardinale Francesco Alciati, che fu anche l'ultimo vescovo.

### La diocesi di San Severo
Il 21 febbraio 1580 papa Gregorio XIII con la bolla Pro excellenti trasferì la sede della diocesi da Civitate a San Severo; contestualmente, al territorio dell'antica sede fu unito quello della soppressa abbazia nullius di San Pietro Terrae Maioris e probabilmente anche quello della diocesi di Dragonara, di cui non si hanno più notizie dopo il 1554.
Bandito un apposito concorso, quale nuova cattedrale il pontefice scelse la chiesa parrocchiale di santa Maria, che tra le quattro parrocchie allora esistenti (San Severino, San Nicola, Santa Maria e San Giovanni) era sì la terza per fondazione e prestigio, ma la prima per ricchezza di beni.
Fu primo vescovo il gesuita Martino de Martini, aquilano, che morì appena un anno dopo aver preso possesso della nuova cattedra. Due vescovi, Germanico Malaspina e Fabrizio Verallo, furono cardinali durante munere: Malaspina fu anche nunzio apostolico in Austria dal 1584 al 1586, poi in Polonia e morì a Cracovia non avendo ancora ricevuta la berretta (era, infatti, cardinale in pectore); Fabrizio Verallo, cardinale del titolo di Sant'Agostino dal 1608, fu nunzio apostolico in Svizzera.
A Germanico Malaspina si deve anche la celebrazione del primo sinodo diocesano nel 1598. A questo ne sono seguiti altri tredici: il secondo con Francesco Antonio Sacchetti (vescovo dal 1635 al 1650); il terzo con Leonardo Severoli (1650-1651); il quarto con Francesco Densa (1658-1670); il quinto con Orazio Fortunato (1670-1677); il sesto, il settimo, l'ottavo e il nono con Carlo Felice de Matta (1678-1701); il decimo, l'undicesimo e il dodicesimo con Adeodato Summantico (nel 1721] nel 1726 e nel 1735); il tredicesimo con Giovanni Camillo Rossi (1826) e il quattordicesimo e ultimo con Francesco Orlando (1949).
Nel 1678 il vescovo Carlo Felice de Matta fondò il seminario vescovile, il cui palazzo, contiguo all'episcopio, fu ampliato nel 1780 da Giuseppe Antonio Farao e nel 1832 da Bernardo Rossi.
Adeodato Summantico, agostiniano, istituì nel 1718 il monte frumentario per soccorrere gli agricoltori, mentre Bartolomeo Mollo (1739-1761) dedicò particolari attenzioni alla cattedrale, che durante il suo episcopato fu notevolmente ampliata e completamente ristrutturata, assumendo nobili forme barocche e arricchendosi di importanti opere d'arte. Anche Giulio de Tomasi (1832-1843) si fece promotore di un profondo restauro del duomo, ma soprattutto donò al seminario la ricca biblioteca personale e fece i poveri della diocesi eredi di buona parte dei suoi non pochi beni. Mosso da uguale sentimento, Rocco de Gregorio (1843-1858) istituì il Monte di Pietà per sovvenire agli indigenti, così come l'infermo Antonio La Scala (1859-1889), che pure volle la cattedrale ricca di magnifici paramenti e adorna di una nuova facciata, fece memorabili opere di carità, da ultimo lasciando i suoi averi al seminario e ai poveri.
Il XX secolo ha visto, tra l'altro, il battagliero fervore di Bonaventura Gargiulo, dottissimo cappuccino (1895-1904), e l'energica azione pastorale di Oronzo Durante (1922-1941), che celebrò l'incoronazione del simulacro della Madonna del Soccorso nel 1937 e il primo congresso eucaristico diocesano nel 1938; un secondo congresso eucaristico è stato celebrato durante l'episcopato di Michele Seccia nel 2004.
In origine la diocesi era costituita dalla città di San Severo e dai comuni di Torremaggiore e San Paolo di Civitate. Il 23 febbraio 1916 in virtù del decreto Archidioecesis Beneventana della Sacra Congregazione concistoriale confluirono nel territorio diocesano Lesina e Poggio Imperiale, che un tempo costituivano l'antica diocesi di Lesina, in seguito compresa nell'arcidiocesi di Benevento.
Nel 1972 si aggregarono i comuni di Serracapriola e Chieuti, fino ad allora di pertinenza della diocesi di Larino (oggi diocesi di Termoli-Larino).
Il 30 aprile 1979, dopo nove secoli, la diocesi è stata sottratta alla provincia ecclesiastica di Benevento ed è entrata a far parte della nuova sede metropolitana dell'arcidiocesi di Foggia.
Nel 1986, con la riforma delle diocesi italiane, sono confluiti nella Chiesa sanseverese anche Apricena e San Nicandro Garganico dalla diocesi di Lucera, nonché Rignano Garganico dall'arcidiocesi di Manfredonia-Vieste. Nello stesso 1986, essendo vescovo Carmelo Cassati, la Chiesa sanseverese, che nel 1970 era stata unita in persona episcopi a quella di Lucera, riguadagnava la sua piena autonomia con un vescovo residente in loco.
Il 25 maggio 1987 Giovanni Paolo II ha visitato la diocesi, presiedendo a San Severo una solenne celebrazione eucaristica alla presenza di circa 70.000 fedeli.
Nel 1994 la parte del comune di San Marco in Lamis che apparteneva alla diocesi, comprensiva del santuario di Santa Maria di Stignano, venne ceduta all'arcidiocesi di Foggia-Bovino.

## Cooperazione missionaria
Nel 1996 la diocesi ha intrapreso un'esperienza missionaria a Wansokou, nel Benin, in contesto di prima evangelizzazione. Nella parrocchia di santa Teresa del Bambino Gesù della diocesi di Natitingou (comprendente circa 20 villaggi), hanno prestato servizio pastorale alcuni presbiteri diocesani, inviati come missionari fidei donum. Insieme con i sacerdoti opera una piccola comunità di suore. Il 15 ottobre 2005 è stata inaugurata la nuova chiesa parrocchiale.
Nel mese di dicembre 2011, dopo aver affidato la parrocchia di Wansokou al clero locale, i missionari della diocesi di San Severo si sono trasferiti nella parrocchia Notre Dame de l'Assomption di Cotiakou, dove hanno iniziato una nuova esperienza di cooperazione missionaria.

## Cronotassi
Si omettono i periodi di sede vacante non superiori ai 2 anni o non storicamente accertati.

### Vescovi di Civitate
- Amalgerio † (prima del 1057 - dopo il 1065)[10]
- Rogerio † (prima del 1068 - dopo il 1075)[11]
- Landolfo † (prima del 1081[11] - dopo il 1089[12])
- Giovanni † (menzionato nel 1144)
- Raimondo † (menzionato nel 1148)
- Orso † (seconda metà del XII secolo)[13]
- Roberto † (menzionato nel 1179)[13]
- Anonimo † (prima del 1185 - dopo il 1191)[13]
- Anonimo † (menzionato nel 1199)[13]
- Anonimo † (menzionato nel 1215)[13]
- Leone † (prima del 1219 - dopo il 1223)[13]
- Anonimi † (menzionati nel 1227, 1234 e 1237)[13]
- Donadio † (21 agosto 1254 - dopo il 1260)[13]
- Anonimo † (menzionato nel 1279)[13]
- Pietro I † (prima del 1282 - dopo il 1285)[13]
- Pietro II † (prima del 1303 - dopo il 1304)
- Giovanni † (menzionato nel 1310)
- Ugo † (prima del 1318 - dopo il 1324)[14]
- Giovanni ? † (menzionato nel 1347)[15]
- Cristiano † (1347 - 1348 nominato vescovo di Frigento)
- Matteo, O.F.M. † (18 giugno 1348 - ? deceduto)[16]
- Matteo † (21 ottobre 1360 - ? deceduto)
- Stefano † (? - 1367 deceduto)
- Giovanni da Viterbo, O.P. † (13 aprile 1367 - ?)[17]
- Giacomo Giovanni, O.P. † (27 ottobre 1372 - ?)
- Benedetto †
- Pietro † (16 gennaio 1388 - 11 luglio 1401 nominato vescovo di Larino)
- Giovanni, O.P. † (11 luglio 1401 - 1412 deceduto)
  - Jacopo Minutolo † (5 settembre 1412 - 22 settembre 1425) (amministratore apostolico)
  - Jacopo Caracciolo † (22 settembre 1425 - 1439) (amministratore apostolico)
  - Diocesi unita a Lucera (1439 - 1471)
- Stefano † (1471 - 1473 deceduto)
- Giovanni † (1º maggio 1473 - ?)
- Antonio † (31 gennaio 1477 - ?)
- Nicolò † (7 febbraio 1480 - ? deceduto)
- Pietro † (21 ottobre 1483 - ?)
- Gudiel de Cervatos † (26 luglio 1495 - ?)
- Tommaso da Nola, O.P. † (1500 - 1504 ? deceduto)
- Pancrazio Rotondi † (19 gennaio 1504 - 1504 dimesso)
- Roberto Tibaldeschi † (23 giugno 1505 - 1517 deceduto)
- Gaspare Antonio de Monte, O.S.B.Cam. † (21 agosto 1517 - 1545 deceduto)[18]
- Luca Gaurico † (14 dicembre 1545 - 1550 dimesso)
- Gerardo Rambaldi † (30 maggio 1550 - 1561 deceduto)
- Francesco Alciati † (5 settembre 1561 - 20 aprile 1580 deceduto)

### Vescovi di San Severo
- Martino de Martini, S.I. † (21 febbraio 1581 - 25 settembre 1582 deceduto)
- Germanico Malaspina † (27 aprile 1583 - 9 ottobre 1603 deceduto)
- Ottavio della Vipera † (15 dicembre 1604 - 13 gennaio 1606 deceduto)
- Fabrizio Verallo † (5 maggio 1606 - 23 marzo 1615 dimesso)
- Vincenzo Caputo † (23 marzo 1615 - 3 marzo 1625 nominato vescovo di Andria)
- Francesco Venturi † (9 giugno 1625 - ottobre 1629 dimesso)
- Domenico Ferri † (3 dicembre 1629 - luglio 1635 deceduto)
- Francesco Antonio Sacchetti † (1º ottobre 1635 - 13 gennaio 1648 nominato vescovo di Troia)
  - Sede vacante (1648-1650)
- Leonardo Severoli † (27 giugno 1650 - 21 novembre 1651 deceduto)
  - Sede vacante (1651-1655)
- Giovan Battista Monti † (11 ottobre 1655 - 1657 deceduto)
- Francesco Densa † (28 gennaio 1658 - 6 agosto 1670 deceduto)
- Orazio Fortunato † (6 ottobre 1670 - 10 gennaio 1678 nominato vescovo di Nardò)
- Carlo Felice de Matta † (6 giugno 1678 - 26 febbraio 1701 deceduto)
  - Sede vacante (1701-1703)
- Carlo Francesco Giocoli † (16 luglio 1703 - 15 marzo 1717 nominato vescovo di Capaccio)
- Adeodato Summantico, O.E.S.A. † (12 aprile 1717 - 21 dicembre 1735 deceduto)
- Giovanni Scalea † (27 febbraio 1736 - 18 luglio 1739 deceduto)
- Bartolomeo Mollo † (16 novembre 1739 - 20 luglio 1761 deceduto)
- Angelo Antonio Pallante † (23 novembre 1761 - 1º ottobre 1765 deceduto)
- Tommaso Battiloro † (14 aprile 1766 - 25 novembre 1767 dimesso)
- Eugenio Benedetto Scaramuccia † (25 gennaio 1768 - 19 gennaio 1775 deceduto)
- Giuseppe Antonio Farao † (13 novembre 1775 - 1793 deceduto)
  - Sede vacante (1793-1797)
- Giovanni Gaetano del Muscio, Sch. P. † (18 dicembre 1797 - 29 ottobre 1804 nominato arcivescovo di Manfredonia)
  - Sede vacante (1804-1818)
- Giovanni Camillo Rossi † (26 giugno 1818 - 9 aprile 1827 dimesso[19])
- Bernardo Rossi † (3 luglio 1826 - 27 luglio 1829 deceduto)
  - Sede vacante (1829-1832)
- Giulio de Tomasi † (2 luglio 1832 - 6 gennaio 1843 deceduto)
- Rocco de Gregorio † (19 giugno 1843 - 8 luglio 1858 deceduto)
- Antonio La Scala † (27 settembre 1859 - 25 aprile 1889 deceduto)
- Bernardo Caetani d'Aragona, O.S.B. † (25 aprile 1889 succeduto - 9 febbraio 1893 deceduto)
- Stanislao Maria de Luca † (18 maggio 1894 - 7 gennaio 1895 deceduto)
- Bonaventura Gargiulo, O.F.M.Cap. † (18 marzo 1895 - 9 maggio 1904 deceduto)
- Emanuele Merra † (27 marzo 1905 - 21 luglio 1911 deceduto)
- Gaetano Pizzi † (5 novembre 1912 - 18 luglio 1921 deceduto)
- Oronzo Luciano Durante † (7 giugno 1922 - 5 novembre 1941 deceduto)
- Francesco Orlando † (4 settembre 1942 - 2 agosto 1960 deceduto)
- Valentino Vailati † (8 dicembre 1960 - 25 maggio 1970 nominato arcivescovo di Manfredonia e amministratore perpetuo di Vieste)
- Angelo Criscito † (27 giugno 1970 - 7 settembre 1985 ritirato)
- Carmelo Cassati, M.S.C. † (7 settembre 1985 - 15 dicembre 1990 nominato arcivescovo di Trani-Barletta-Bisceglie)
- Silvio Cesare Bonicelli † (2 settembre 1991 - 13 dicembre 1996 nominato vescovo di Parma)
- Michele Seccia (20 giugno 1997 - 24 giugno 2006 nominato vescovo di Teramo-Atri)
- Lucio Angelo Renna, O.Carm. (2 settembre 2006 - 13 gennaio 2017 ritirato)
- Giovanni Checchinato (13 gennaio 2017 - 10 dicembre 2022 nominato arcivescovo di Cosenza-Bisignano)
- Giuseppe Mengoli, dal 1º marzo 2023

## Statistiche
La diocesi nel 2023 su una popolazione di 115.400 persone contava 103.500 battezzati, corrispondenti all'89,7% del totale.
| anno | popolazione | popolazione | popolazione | presbiteri | presbiteri | presbiteri | presbiteri                | diaconi | religiosi | religiosi | parrocchie |
| anno | battezzati  | totale      | %           | numero     | secolari   | regolari   | battezzati per presbitero | diaconi | uomini    | donne     | parrocchie |
| ---- | ----------- | ----------- | ----------- | ---------- | ---------- | ---------- | ------------------------- | ------- | --------- | --------- | ---------- |
| 1949 | 79.900      | 80.000      | 99,9        | 80         | 60         | 20         | 998                       |         | 26        | 65        | 13         |
| 1970 | 91.300      | 92.753      | 98,4        | 51         | 40         | 11         | 1.790                     |         | 13        | 78        | 18         |
| 1980 | 100.000     | 105.000     | 95,2        | 53         | 41         | 12         | 1.886                     |         | 14        | 106       | 24         |
| 1990 | 127.200     | 130.500     | 97,5        | 56         | 48         | 8          | 2.271                     | 1       | 8         | 80        | 36         |
| 1999 | 128.500     | 130.500     | 98,5        | 62         | 48         | 14         | 2.072                     | 1       | 15        | 114       | 36         |
| 2000 | 128.500     | 130.500     | 98,5        | 58         | 47         | 11         | 2.215                     | 1       | 13        | 110       | 36         |
| 2001 | 128.500     | 130.500     | 98,5        | 60         | 49         | 11         | 2.141                     | 1       | 13        | 108       | 36         |
| 2002 | 128.500     | 130.500     | 98,5        | 60         | 49         | 11         | 2.141                     | 1       | 13        | 106       | 36         |
| 2003 | 128.500     | 130.500     | 98,5        | 62         | 49         | 13         | 2.072                     | 2       | 15        | 106       | 36         |
| 2004 | 128.500     | 130.500     | 98,5        | 64         | 51         | 13         | 2.007                     | 1       | 14        | 106       | 36         |
| 2010 | 128.000     | 131.200     | 97,6        | 67         | 54         | 13         | 1.910                     | 2       | 15        | 106       | 37         |
| 2014 | 120.000     | 158.700     | 75,6        | 53         | 43         | 10         | 2.264                     | 2       | 12        | 94        | 34         |
| 2017 | 119.200     | 153.400     | 77,7        | 56         | 48         | 8          | 2.128                     | 2       | 8         | 63        | 33         |
| 2020 | 96.340      | 119.521     | 80,6        | 56         | 54         | 2          | 1.720                     | 2       | 2         | 4         | 35         |
| 2022 | 103.959     | 115.510     | 90,0        | 53         | 51         | 2          | 1.961                     | 2       | 2         | 4         | 35         |
| 2023 | 103.500     | 115.400     | 89,7        | 53         | 51         | 2          | 1.952                     | 2       | 2         | 4         | 35         |